# Belluzzo-Dampfturbinenlokomotive
Die Belluzzo-Dampfturbinenlokomotive war die erste Dampfturbinenlokomotive. Sie wurde 1908 nach den Entwürfen des Entwicklers Giuseppe Belluzzo vom Mailänder Unternehmen Società Anonima Officine Meccaniche gebaut.

## Geschichte
Basierend auf Plänen von Belluzzo wurde eine dreifach gekuppelte Tenderlokomotive aus dem Jahr 1876 in eine Dampfspeicherlokomotive umgebaut. Die Versuchs-Lokomotive besaß nach dem Umbau zwei angetriebene Achsen, die durch Auspuff-Turbinen angetrieben wurden. Dadurch konnten die Kosten für die Versuche niedrig gehalten und trotzdem der Funktionsnachweis von Dampfturbinen für den Lokomotivantrieb erbracht werden. Die Lokomotive war bis 1921 im Einsatz.
Der Verbrauch an Brennstoff und Wasser des Fahrzeugs bewegte sich auf dem gleichen Niveau wie bei einer normalen Dampflokomotive. Positiv wurde der ruhige Lauf der Maschine registriert.

## Konstruktive Merkmale

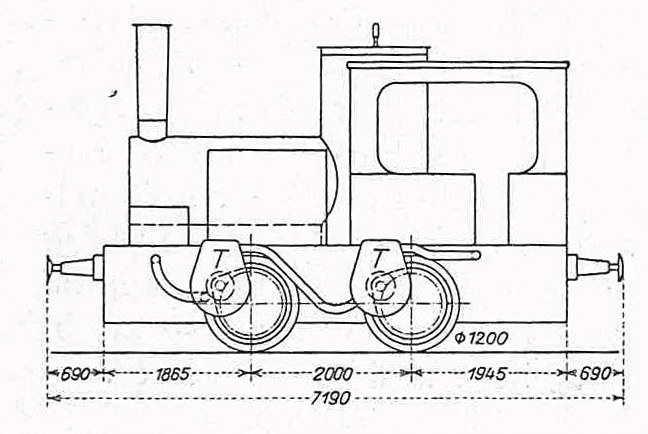
Zeichnung der Lokomotive

Die Lokomotive besaß vier nacheinander geschaltete Dampfturbinen, die über ein einstufiges Getriebe mit einer Übersetzung 8:1 direkt auf die Räder arbeiteten. Der Dampf wurde von der vorderen rechten zur hinteren rechten, zur hinteren linken und dann zur vorderen linken Turbine geleitet. Von dort aus wurde der Dampf über das Blasrohr in die Atmosphäre entlassen.
Jede Turbine hatte ein mehrkränziges Laufrad für verschiedene Geschwindigkeiten und doppelte Beschaufelung für Vor- und Rückwärtsfahrt. Der Lauf der Turbinen wurde durch Verändern der Beaufschlagung und der Stufenzahl geregelt.
Die Turbine lief mit maximal 2400/min. Für die Rückwärtsfahrt wurde der Dampf in umgekehrter Richtung über separate Dampfkanäle durch die Turbinen geleitet.
Der Dampfverbrauch betrug 16 kg/PSh.

## Einzelbelege
1. ↑  Douglas Self
2. ↑  U.R. Rüegger: Die Dampfturbine als Lokomotivantrieb. In: Schweizerische Bauzeitung. Band 82, Nr. 23, 8. Dezember 1923, S. 299–300.
3. ↑  Die Lokomotive, 1910